# به‌واتو
به‌واتو (به لاتین: Bevato) یک منطقهٔ مسکونی در ماداگاسکار است که در تزیروآنوماندیدی (بخش) واقع شده‌است.
 به‌واتو  ۱۴٬۰۰۰ نفر جمعیت دارد و ۸۸۳ متر بالاتر از سطح دریا واقع شده‌است.